# カルダーの戦い
カルダーの戦い（カルダーのたたかい、英語：Battle of Kharda）は、1795年3月11日にインドのカルダーにおいて、 マラーター同盟（マラーター王国）とニザーム王国の間で行われた戦闘。この戦いはマラーター軍が勝利し、敗れたニザーム側は大規模な領土割譲と莫大な賠償金を支払わされ、のちに同国がイギリス保護下の藩王国となる契機となった。

## 戦闘に至るまでの経緯
マラーター王国とニザーム王国は第三次マイソール戦争で共闘し、1792年にはマイソール王国を事実上降伏させ、それぞれ領土の割譲を受けた。だが、マイソール王国の弱体化で脅威が消えたため、両国は互いに敵対姿勢をあらわにし、1794年以降それは顕著となった。
さて、先の戦争でイギリスはマラーター王国とニザーム王国との3者同盟を結成した存在だったが、今回は中立の立場をとった。強大なマラーターに対し、ベンガルと南インドで覇権を握りつつある英国も脅威と感じていたが、ベンガル総督ジョン・ショアはニザームとフランスとの関係を見て、両者の争いには中立の立場をとるように方針をとった。とはいえ、マラーターもまたニザームと同様にフランスとつながりを持ち、フランス式の軍隊訓練を受けていた。
先に動いたのはニザームの側であった。ニザームはマラーターと対決するため、ビーダルに宮廷を移動し、大軍を集めはじめた。イギリスはこの軍事行動をやめるように説得したが、すべて無駄に終わった。ニザームとマラーターの激突はもはや避けられないところに来ていた。
同年12月、ニザームの軍勢はビーダルを離れ、マラーター王国の宰相府プネーに向かって進撃した。ニザームの軍勢はゆっくりと進行し、これに対しマラーター軍も迎撃に向かった。ニザームの軍90,000人から110,000人に対し、マラーター王国の軍勢は有力諸侯シンディア家、ホールカル家、ボーンスレー家の援軍も加勢していたので130,000人であった。
両軍ともに軍勢の進行は遅く、ニザームの方はハーレムを連れ、狩猟をしながら進軍していた。この間、双方は賄賂と諜報活動を通して相手の軍を錯乱にさせようとした。ニザームはマラーター側の諸侯シンディア家、およびマラーター側のフランス人軍事顧問を買収しようと、1万ルピーを費やした。マラーターもナーナー・ファドナヴィースのもと、ニザーム側の同調者に声をかけ、こちらは7万ルピーを費やした。

## 戦闘と講和
1795年3月11日、マラーター軍とニザーム軍はカルダーの地で激突した。マラーター側の騎兵による攻撃は強力で、ニザーム側は内部不統一もあって有効な反撃もできず、その日のうちにマラーター側の勝利が決まった。
ニザームは砦に逃げたものの、ここにニザーム側も敗北を認め、13日からマラーター側と和平交渉を行った。ニザームはイスマーイール・ハーン・パンニーに交渉を任せ、ダウラト・ラーオ・シンディアの代理と話をつけようとしたが拒否されたため、この戦いに参加していたホールカル家の若者ヤシュワント・ラーオ・ホールカルに希望を託した。この交渉にはニザームのヒンドゥーの家臣で、アヒリヤー・バーイー・ホールカルとも友好な関係にあったチンターマン・ラーオ・カーニトカルが交渉にあたった。
4月10日、カルダーの戦いにおける講和条約カルダー条約が結ばれた。この条約では、ニザーム王国はマラーター王国にダウラターバード、アウランガーバード、アフマドナガル、ショーラープルなどの地を割譲し、3000万ルピーという多額の賠償金を支払うことが取り決められた。このうち、1797年にアフマドナガルはマラーター王国からシンディア家に割譲された。
また、これとは別にニザームはボーンスレー家に対して290万ルピーを支払うとともに、ニザームの領するベラール地方から得られる歳入の分割に合意した。また、フーシャンガーバードなどといった地域も割譲させられた。

## その後の経過
この敗戦は明らかにニザーム王国のマラーターに対する劣勢さをあらわしていた。この事態に直面したニザーム・アリー・ハーンがマラーターの脅威を除くために選んだのは、イギリスの従属国、つまり藩王国としての存続を図る道であった。
戦いから3年後の1798年9月1日、ニザーム王国とイギリスとの間に軍事保護条約が結ばれた。この条約では、王国に駐留するイギリス軍の大幅増員およびそれに支払う駐留費の負担増額、フランス人主体の精鋭部隊を解散し、すべてのフランス人将兵の解雇を約した。こうして、ニザーム王国はイギリスに従属する藩王国の地位に落とされた。